# Glicourt
Glicourt is een dorp en voormalige gemeente in de Franse gemeente Petit-Caux in het departement Seine-Maritime in de regio Normandië. De voormalige gemeente telt 187 inwoners (2005). De plaats maakt deel uit van het arrondissement Dieppe.

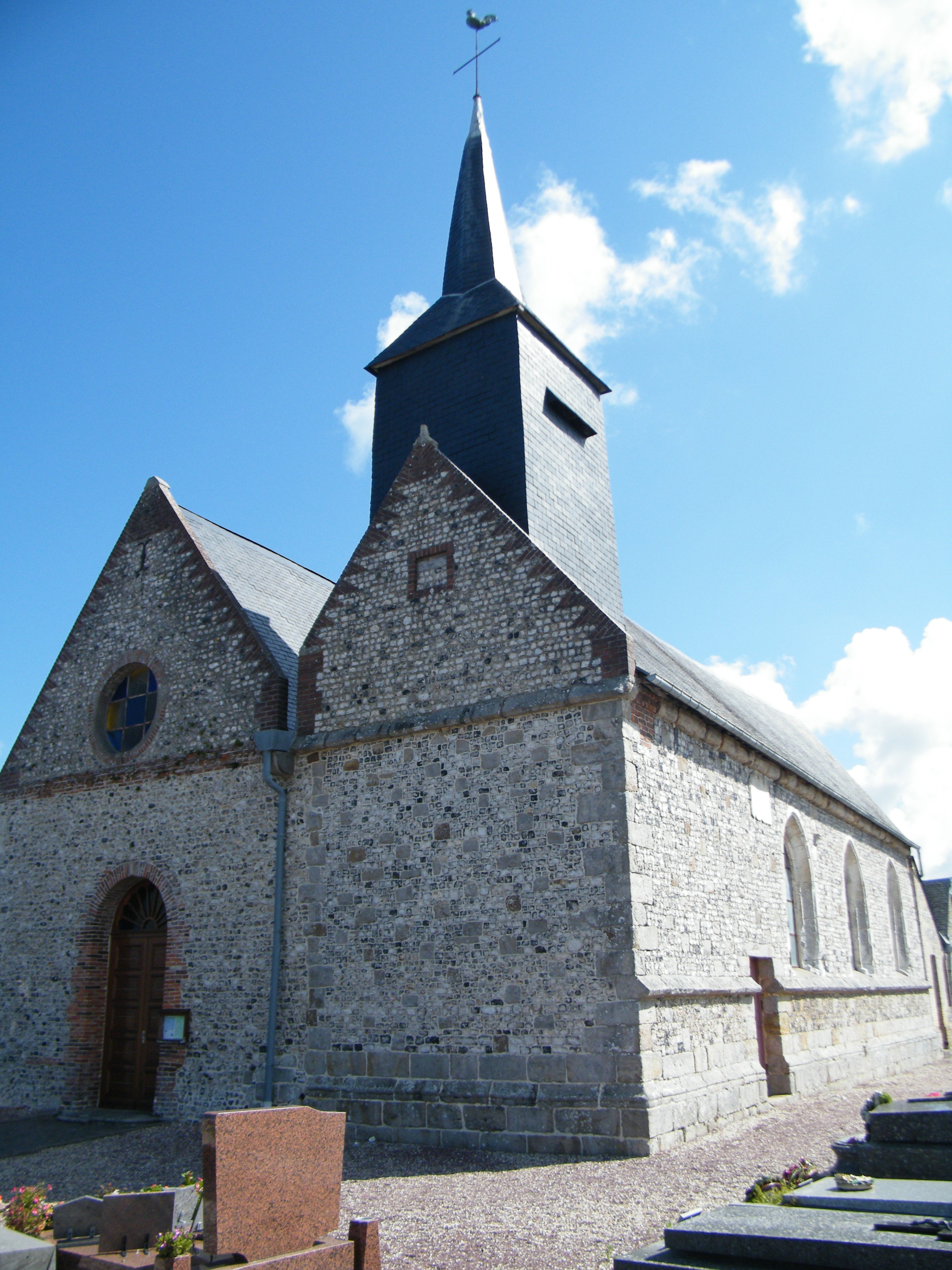
Église Saint-Martin

## Geschiedenis
Oude vermeldingen van de plaats gaan terug tot de 11de eeuw als Gliscortis en Gliscors. De 18de-eeuwse Cassinikaart toont het dorpje Glicourt.
Op het eind van het ancien régime eind 18de eeuw, toen de gemeenten werden gecreëerd, werd Glicourt een gemeente.
Glicourt is op 1 januari 2016 gefuseerd met de gemeenten Assigny, Auquemesnil, Belleville-sur-Mer, Berneval-le-Grand, Biville-sur-Mer, Bracquemont, Brunville, Derchigny, Gouchaupre, Greny, Guilmécourt, Intraville, Penly, Saint-Martin-en-Campagne, Saint-Quentin-au-Bosc, Tocqueville-sur-Eu en Tourville-la-Chapelle tot de commune nouvelle Petit-Caux.

## Geografie
De oppervlakte van Glicourt bedraagt 4,6 km², de bevolkingsdichtheid is 40,7 inwoners per km². Net ten noorden van het dorpscentrum ligt het gehucht Englesqueville. Het dorpscentrum van Glicourt sluit door lintbebouwing aan op dat van Tourville-la-Chapelle in het oosten.
De onderstaande kaart toont de ligging van Glicourt met de belangrijkste infrastructuur en aangrenzende gemeenten.

## Bezienswaardigheden
- De Église Saint-Martin

## Demografie
Onderstaande figuur toont het verloop van het inwonertal (bron: INSEE-tellingen).